# Gloria Martín Vivas
Gloria Martín Vivas (Barcelona, 12 de juny de 1952) és una advocada i política catalana, regidora de l'Ajuntament de Barcelona i diputada al Congrés dels Diputats en la VI legislatura.

## Biografia
Llicenciada en Dret i graduada social, alhora és militant del Partit Popular, partit amb el qual ha estat regidora de l'Ajuntament de Barcelona pel districte de les Corts el 1995-1999, i diputada per la província de Barcelona a les eleccions generals espanyoles de 2000. De 2000 a 2004 fou secretària segona de la Comissió no Permanent de valoració dels resultats obtinguts per Pacte de Toledo del Congrés dels Diputats.
A les eleccions municipals espanyoles de 2007 fou escollida novament regidora de l'ajuntament de Barcelona i presidenta del consell del districte de Les Corts. Fou reescollida a les eleccions municipals espanyoles de 2011 i també ha estat portaveu del Grup Popular en la Comissió d'Acció Social i Ciutadania i membre del Consell Metropolità de Medi ambient i del Consell Rector de l'Institut Municipal de Persones amb Discapacitat (IMD).